# Ryszard Ewertowski
Ryszard Stanisław Ewertowski (ur. 1951) – polski matematyk, hydrolog i akustyk, doktor habilitowany nauk technicznych; specjalizuje się w akustyce, hydraulice, hydrodynamice, hydrologii oraz metodach numerycznych, nauczyciel akademicki Zachodniopomorskiego Uniwersytetu Technologicznego w Szczecinie.

## Życiorys
Studia z matematyki skończył w 1974 na poznańskim UAM. Stopień doktorski uzyskał w 1984 na Wydziale Inżynierii Sanitarnej i Wodnej Politechniki Warszawskiej na podstawie pracy pt. Numeryczny model symulacji jednowymiarowego ruchu nieustalonego w złożonej sieci rzecznej na przykładzie sieci Dolnej Odry (promotorem był prof. Romuald Jasiewicz). Habilitował się w 2001 na Wydziale Budownictwa Wodnego i Inżynierii Środowiska Politechniki Gdańskiej na podstawie oceny dorobku naukowego i rozprawy pt. Wpływ dużych zmian ciśnienia atmosferycznego na hydrodynamikę dolnych biegów rzek. 
Pracuje naukowo jako adiunkt w Katedrze Budownictwa Wodnego Wydziału Budownictwa i Architektury Zachodniopomorskiego Uniwersytetu Technologicznego w Szczecinie. Wykłada także na poznańskim Wydziale Fizyki UAM, gdzie jako pracownik w Zakładzie Akustyki Środowiska Instytutu Akustyki, prowadzi zajęcia z modelowania hałasu lotniczego. Wcześniej pracował naukowo także w Instytucie Morskim w Gdańsku. W pracy badawczej zajmuje się takimi zagadnieniami jak m.in.: modele numeryczne w akustyce środowiska i psychoakustyce, zagadnienia numeryczne mechaniki płynów, hydrodynamika wód otwartych oraz techniki modelowania matematycznego pól przepływów w warunkach naturalnych.